# Zeitmaschinen gehen anders

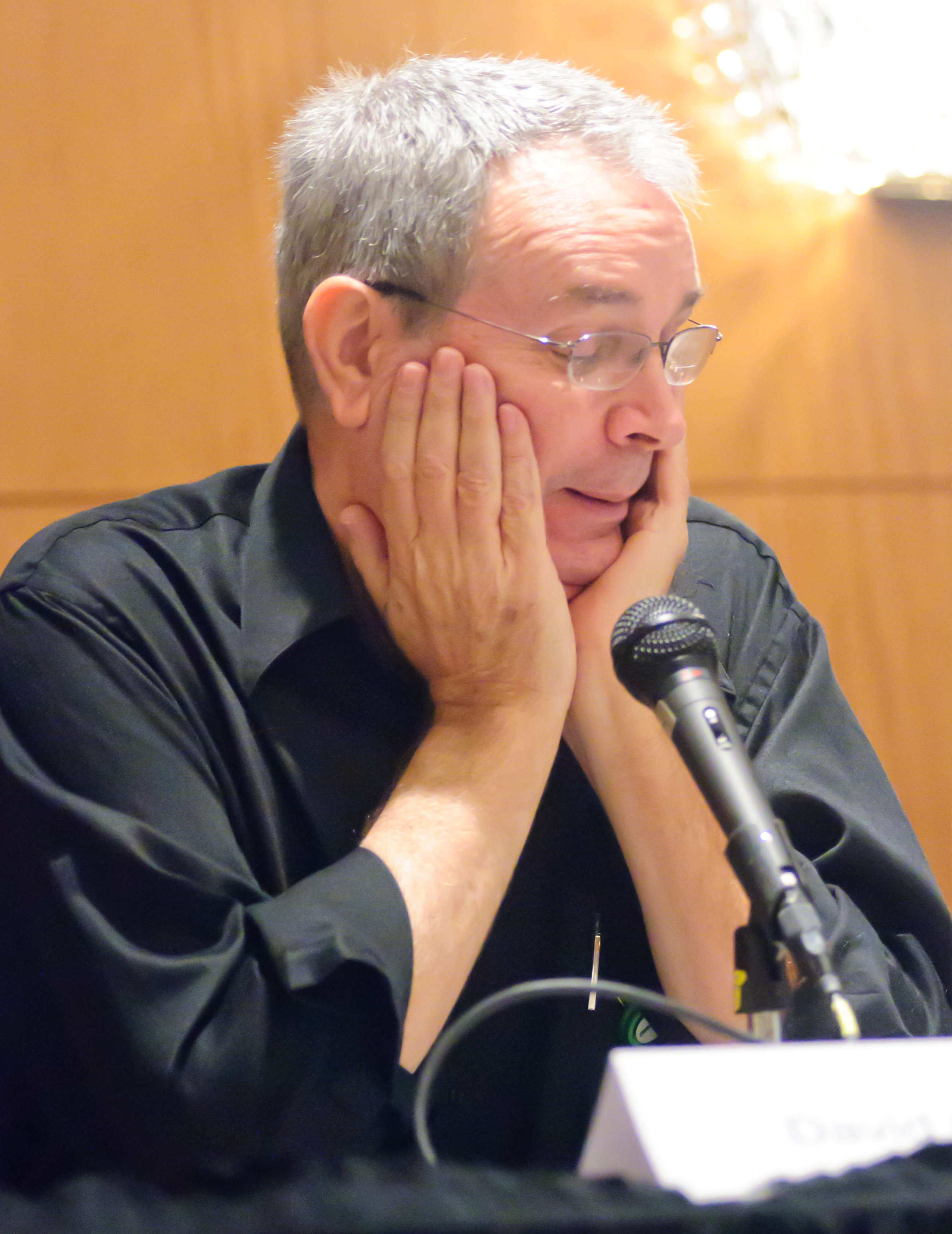
David Gerrold (2010)

Zeitmaschinen gehen anders (engl. Original The Man Who Folded Himself; die deutschsprachige Erstveröffentlichung erfolgte in der Übersetzung durch Mary Hammer 1976 im Heyne Verlag) ist ein Science-Fiction-Roman des amerikanischen Schriftstellers David Gerrold aus dem Jahr 1973. Er wurde 1974 für den Nebula Award und den Hugo Award nominiert (in beiden Fällen für Bester Roman). Die Geschichte spielt mit den psychologischen, physischen und persönlichen Situationen und Herausforderungen, die sich daraus ergeben, dass der Protagonist Daniel Eakins per Knopfdruck durch die Zeit reisen kann und dabei in der Zukunft und der Vergangenheit auf verschiedene Versionen seines eigenen Ichs trifft – und mit ihnen interagiert.

## Handlung
Im Jahr 1975 erhält der College-Student Daniel Eakins einen Besuch von seinem Onkel Jim, der ihm anbietet, Daniels monatliche Bezüge zu erhöhen, wenn er dafür verspricht, ein Tagebuch zu führen. Kurz darauf stirbt Onkel Jim und Daniel erbt von ihm einen „Zeitgürtel“, der es dem Träger ermöglicht, durch die Zeit zu reisen. Daniel lernt schnell mit dem Zeitgürtel umzugehen und macht ein paar kurze Sprünge in die eigene Zukunft. Er trifft eine Zukunftsversion von sich selbst, die sich „Don“ nennt, und begleitet ihn zu einer Pferderennbahn, wo die beiden ein Vermögen mit Pferdewetten machen.
Am nächsten Tag stellt Daniel fest, dass nun er an der Reihe ist, als Don zu handeln und sein jüngeres Ich durch den Tag auf der Rennbahn zu führen. Durch dieses und andere Ereignisse erfährt der zeitreisende Daniel mehr über den Gürtel, über den „Zeitstrom“ und über seine persönliche Identität.
Daniel begegnet immer wieder alternativen Versionen seiner selbst, manchmal unter dem Namen Don, und genießt seine eigene Gesellschaft, hat schließlich Sex mit einem anderen Ich und beginnt mit einer Beziehung. Er erfährt, dass die Veränderungen, die er in seiner Zeitlinie vorgenommen hat, alle Spuren seiner Kindheit und seines frühen Lebens ausgelöscht haben.
Obwohl es Daniel gelungen ist, sich selber näher zu kommen als in jeder anderen Beziehung, muss er irgendwann feststellen, dass er keinen anderen Versionen seiner selbst mehr begegnet. Einsam und in der Hoffnung, dies zu ändern, springt er viele Jahrtausende in die Vergangenheit, wo seine Sprünge die Zeitlinie nicht verändert haben, und trifft dort eine weibliche Version seiner selbst namens „Diane“. Dianes Zukunft ist ein Spiegelbild von Daniels – sie hat von ihrer Tante Jane den Zeitgürtel erhalten und auch sie hat eine Beziehung mit ihrem anderen Ich, genannt Donna, begonnen. Daniel beginnt eine Beziehung mit Diane und Diane wird schwanger.
Daniel und Diane wünschen sich insgeheim einen Sohn bzw. eine Tochter und nutzen unbemerkt voneinander Technologien aus der Zukunft, um ihre eigenen Veränderungen vorzunehmen, um sicherzustellen, dass Diane ein Kind mit dem gewünschten Geschlecht zur Welt bringt. Kurz nach der Geburt ihres Kindes trennen sich Daniel und Diane.
Daniel zieht seinen Sohn im Amerika der 1950er Jahre auf. Als Daniel älter wird, vermisst er die Beziehung zu Diane, aber die Einmischung einer obsessiven, gestörten Version seiner selbst hat den Punkt in der Vergangenheit ausgelöscht, an dem sich die beiden treffen konnten. Daniel verbringt einen Großteil seiner Zeit auf einer Hausparty, die im Jahr 1999 stattfindet, und genießt die Gesellschaft von Dutzenden seiner eigenen Ichs in verschiedenen Altersstufen. Zu einem späten Zeitpunkt auf der Party stirbt eine ältere Version von Daniel nach einem Sprung, und Daniel wird von dem Gedanken an seinen eigenen unausweichlichen Tod überwältigt.
Daniel erkennt schließlich, dass er nun zu seinem Onkel Jim geworden ist und dass sein Sohn zu der jungen Version seiner selbst heranwachsen wird, die den Zeitgürtel erben wird, und dass sich in seinem Leben „der Kreis geschlossen“ hat. Er trifft Vorbereitungen für die Zeit nach seinem Tod, um sicherzustellen, dass der junge Daniel die gleichen Ereignisse wie er erlebt und seine eigenen Erfahrungen mit Zeitreisen macht.
Das Buch endet damit, dass der junge Daniel, der das nun vollständige Tagebuch gelesen hat, entscheiden muss, ob er den Zeitgürtel, dessen ursprüngliche Herkunft im Dunkel bleibt, wirklich benutzen will.

## Ein Protagonist in vielen Versionen
Fast alle Personen im Roman sind alternative Versionen von Daniel aus der Zukunft oder Vergangenheit. Als Daniel zum ersten Mal sein zukünftiges Ich einen Tag in der Zukunft trifft, identifiziert sich seine zukünftige Version als „Don“, angeblich Daniels Zwillingsbruder. Am für Daniel darauf folgenden Tag präsentiert er sich als Don, als er auf sein gestriges Selbst trifft. Wenn ein dritter Daniel auftaucht, wird er als „Don II“ oder „Ultra-Don“ bezeichnet.
Die weibliche Version von Danny hat eine analoge Beziehung zu alternativen Versionen ihrer selbst. Sie heißt Diane, wenn sie ein zukünftiges Ich trifft, aber wenn sie selber die Person in der Zukunft ist, nimmt sie den Namen „Donna“ an. Diane hat eine „Tante Jane“, die das weibliche Gegenstück zu Dannys „Onkel Jim“ ist.
Nachdem Daniel und Diane wissen, dass sie ein gemeinsames Kind erwarten, wünscht er sich einen Sohn, sie möchte eine Tochter. Ohne voneinander zu wissen, beschaffen sich beide die Zukunftstechnologie, um ihre gewünschten Veränderungen vorzunehmen, die sicherstellen sollen, dass Diane das Kind mit dem erwünschten Geschlecht zur Welt bringt. Die gegensätzlichen Veränderungen führen zu einer Trennung der Zeitlinien, in denen sie jeweils einen Sohn und eine Tochter bekommen. Nach ihrer Trennung nehmen sie das Kind ihres eigenen Geschlechts mit zurück in ihre eigene Zukunft, wodurch die geschlossenen Zeitschleifen des Mannes und der Frau entstanden/entstehen/entstehen werden.
Die einzige namentlich genannte Romanfigur, die keine Version von Daniel ist, ist der Anwalt, der ihn anruft, um ihm vom Tod seines Onkels Jim zu berichten. Dieser Anwalt wird vage als „Biggs oder Briggs oder sowas“ bezeichnet.

## Tropen und Zitate
TV Tropes listet eine ganze Reihe von Tropen, die in diesem Roman verwendet werden, beispielsweise gender bender (eine Figur wechselt zeitweise oder dauerhaft ihr Geschlecht) oder future me scares me (mein zukünftiges Ich macht mir Angst, weil es mehr weiß als ich, bösartig, desillusioniert oder einfach nur uncool ist).
Da sich die ganze Geschichte um eine einzige Person und deren zukünftige und vergangene Facetten dreht, reflektiert Daniel seine Existenz und seine Möglichkeiten:

„The past is the future. The future is the past. There’s no difference between the two and either can be changed. I’m flashing across a series of alternate worlds, creating and destroying a new one every time I bounce. The universe is infinite. And so are the possibilities of my life.“

„Die Vergangenheit ist die Zukunft. Die Zukunft ist die Vergangenheit. Es gibt keinen Unterschied zwischen den beiden und beide können geändert werden. Ich rase durch eine Reihe von alternativen Welten und erschaffe und zerstöre jedes Mal eine neue, wenn ich [dabei] auftreffe. Das Universum ist unendlich. Und so sind auch die Möglichkeiten meines Lebens.“

„Somewhere there exists all the possible variations of all the possible people I could be. I could be any of them – but I cannot be all. I can only be one of the variations. I will be the variation of myself that pleases me the most.“

„Irgendwo gibt es alle möglichen Variationen von allen möglichen Menschen, die ich sein könnte. Ich könnte jeder von ihnen sein – aber ich kann nicht alle sein. Ich kann nur eine der Variationen sein. Ich werde die Variante von mir sein, die mir am besten gefällt.“

## Rezensionen
Christopher Priest schrieb 1974 in seiner Rezension für die britische Science-Fiction-Zeitschrift Vector, dass Gerrold ungewollt und wenig erfolgreich die geschlossenen Zeitschleifen von Robert A. Heinleins Kurzgeschichten By His Bootstraps (1941) und All You Zombies (1959) immitiere. Priest kommentierte, es sei zwar „ein ausgefeiltes, lesbares, kluges Buch“, „[es fehle] selbst an den rudimentärsten Formen der Charakterisierung, Subtilität, Beschreibung oder Originalität“, und „Wird er einen Nebula bekommen? Wahrscheinlich.“
Der Schriftsteller Douglas Lain kommentierte 2012: „Der interessanteste und vielleicht am meisten übersehene Schachzug, den David Gerrold in seinem fraktalen Zeitreisebuch The Man Who Folded Himself macht, ist, dass er die gesamte Geschichte in der zweiten Person schreibt, ohne den Leser direkt auf diese Tatsache hinzuweisen.“
Der Science-Fiction-Autor Shi Lian Huang schrieb 2019: „Das Buch faltet sich in sich selbst wie ein fabelhaftes Origami aus Paradoxien, die irgendwie Sinn ergeben.... Es ist eine der besten Zeitreisegeschichten, die ich je gesehen habe.... Es ist auch sehr seltsam.“

## Weitere Sprachen und Aktualisierungen in der Ausgabe von 2003
Die Originalversion wurde 1974 auch in Niederländisch (De man die zich uitvouwde) und 1978 in Französisch (L'homme éclaté) veröffentlicht.
In der Ausgabe von 2003 wurden sowohl der Absturz von American-Airlines-Flug 191 im Mai 1979 als auch die Zerstörung der Zwillingstürme des World Trade Centers im September 2001 erwähnt, Ereignisse, die erst 6 bzw. 28 Jahre nach der Erstveröffentlichung im Jahr 1973 stattfanden.